# Leonard Magnus Wærn
Leonard Magnus Wærn, född  5 januari 1846 i Bergsjö socken, Hälsingland, död 3 november 1923 i Uppsala, var en svensk filosof och skolman. 
Familjen bosatte sig senare i Gävle, där Wærn studerade vid stadens läroverk och 1862 grundade gymnasistföreningen GGF Verdandi. Han blev student vid Uppsala universitet 1864, filosofie doktor 1875 på avhandlingen Shaftesburys dygdelära och förordnades samma år till docent i praktisk filosofi vid nämnda universitet. År 1876 var han förste kurator för Gästrike-Hälsinge nation, där han även senare blev hedersmedlem. Han var folkskoleinspektör i Uppsala stift 1882–86, blev 1884 lektor i pedagogik och metodik vid Högre lärarinneseminariet i Stockholm, vars rektor han var 1889–1904 och juli 1909–30 juni 1910. Från 1903 var han också föreståndare för den teoretiska provårskursen i Stockholm. År 1902 höll Wærn vid en diskussion i Uppsala ett inledningsföredrag Religionsundervisningen och den etisk-religiösa uppfostran, som sedermera även utkom i tryck och föranledde skarpa angrepp mot honom för bristande kristen renlärighet från konservativa kretsar i Svenska kyrkan.
Bland hans övriga skrifter märks Yttrande rörande de ekonomiska förhållandena vid de af staten understödda högre skolorna för kvinnlig ungdom och med dem likställda samskolor jämte därmed sammanhängande förslag (på uppdrag av statsrådet och chefen för Kungl. Ecklesiastikdepartementet, 1901), Formell undervisningslära (1915, ny omarbetad upplaga 1920) och Bottenskoleproblemet (i "Verdandi" 1919).
Om Wærns studietid i Gävle berättas följande: "I skolan var han en särling. Man vet vad det kan betyda för ett känsligt barn. Det betydde mer än nu under en tid, då pennalismen alltjämt florerade. Den ganska bistra klimatförändring hans sinne utsattes för genom flyttningen från hemmet, fortverkade utan tvivel hela hans liv som en bidragande orsak till en komponent i hans naturell, vilken blott få kände till: blyghet samt motvilja att blotta djupare känslor utanför den allra intimaste kretsen" .
Leonard Magnus Wærn var son till Lennart Wærn och bror till Jonas Wærn. Han gifte sig första gången 1878 med Ebba Elisabet Hagberg, död i barnsäng 1879, andra gången 1882 med Margareta Gahn född i släkten Gahn.